# Saison PIHA 2003
Navigation
2002 2004
La saison 2003 est la deuxième saison de la Professional inline hockey association.
Les York Tour Typhoon sont sacrés champions et remportent la coupe Founders (Founders Cup) pour la 2e fois d'affilée.